# 1919 في رومانيا
فيما يلي قوائم الأحداث التي وقعت خلال عام 1919 في رومانيا.

## رياضة
- 1 ديسمبر – دوري الدرجة الأولى الروماني 1919–20 الفائز فينوس بوخارست.

## مواليد

### فبراير
- 21 فبراير – كيهات شور مدرب رياضي إسرائيلي.

### يونيو
- 14 يونيو – ماغدا لاسلو

### سبتمبر
- 22 سبتمبر – جوشوا بلاو

### نوفمبر
- 1 نوفمبر – إديث فلاغ مصممة أزياء من الولايات المتحدة الأمريكية.

## وفيات

### مايو
- 5 مايو – ماكس هيرز (مواليد 1856) مهندس معماري مجري.
- 15 مايو – آرون آرونسون (مواليد 1876) عالم نبات / جاسوس صهيوني تابع للإنجليز.